# Мапу, Абрам Куселевич
Абра́м Ку́селевич (Ку́шелевич) Ма́пу (ивр. אברהם בן יקותיאל מאפו‎; 28 декабря 1807 (9 января 1808), Вилиямполь — 27 сентября 1867, Кёнигсберг) — ивритский писатель

. Согласно ЕЭБЕ, «творец еврейского романа».

## Биография
Абрам Куселевич Мапу родился 28 декабря 1807 (9 января 1808) года в Вилиямполе (тогда — предместья губернского центра Ковно, а ныне одного из районов литовского города Каунаса) в семье бедного меламеда Кушеля Мовшевича Мапу.
В 12-летнем возрасте Мапу настолько обладал талмудическими познаниями, что занимался в бейт-мидраше без посторонней помощи. Одаренный поэтическими наклонностями юноша стал увлекаться теоретической и практической каббалой, надеясь при помощи её приобрести дар стать невидимкой, что дало бы ему возможность никем не замечаемым странствовать по свету и присматриваться к людским деяниям.
Мапу некоторое время дружил с хасидами, но вскоре охладел к ним, близко сошёлся с раввином-каббалистом, р. Илией Роголером (Калишер), под руководством которого продолжал изучать Талмуд и каббалу. В библиотеке раввина Мапу нашёл книгу псалмов с латинским переводом, и по этому переводу он без посторонней помощи изучил латинский язык. Мапу ознакомился также с немецким и французским языками и постепенно из каббалиста-мистика преобразился в «маскила». Большое влияние на развитие Мапу имело семилетние пребывание в качестве учителя в г. Россиены, одном из центров Хаскалы. Там он близко сошёлся с известным писателем Шнеером Заксом, который и побудил Мапу отдаться литературе и написать задуманный им ещё в Ковно в начале 30-х годов роман из библейской жизни. Судя по одному письму Мапу к Заксу, роман Мапу первоначально назывался «Шуламис». Оставив Россиены, Мапу был некоторое время учителем в Вильно, а с 1846 года состоял меламедом хедера второстепенного значения в Ковно.
Благодаря материальной поддержке, оказанной Мапу его младшим братом Маттатией, он мог беспрепятственно отдаться литературным занятиям. В 1852 году Мапу опубликовал прославивший его роман «Любовь к Сиону» («Сионская любовь», אהבת ציון), над которым работал около 20 лет. Роман Мапу является первым беллетристическим произведением в новоеврейской литературе. Предшественники и современники Мапу проводили идеи «просвещения» и ратовали за обновление жизни путём научных и полемических рассуждений или бичом сатиры; Мапу задался иной целью, а именно — повлиять на своих современников художественными образами, подчеркнуть ненормальность и уродливость жизни еврейского гетто, противопоставляя ей картину иной, идеальной и красочной жизни. Одаренный богатой, творческой фантазией и сильно выраженным поэтическим чутьем, Мапу сумел интуитивно проникнуться величавой красотой древней библейской эпохи, воскресшей в его «Любви к Сиону» и «Aschmat Schomron» (1865). Описания пленительной красоты Иудейских гор и долин, задушевное веселье беззаботной молодежи, песни жнецов и жниц при жатве хлеба и уборке винограда, пестрые и шумные сборища народа, на которых раздавались речи великих пророков, — все это находилось в слишком резком диссонансе с современной убогой и безотрадною жизнью черты оседлости, и романы Мапу будили в сердцах еврейской молодежи жажду новой, более светлой и радостной жизни. Богатые художественными деталями библейские романы Мапу в целом страдают весьма существенными дефектами. Отсутствие систематического образования, многолетние занятия каббалой, страсть ко всему чудесному и нереальному способствовали тому, что у этого одаренного «мечтателя гетто» художественный вкус не развился; из европейских литератур высшим художественным образцом являлись для него, по его собственному признанию, французские романы Эжена Сю и Дюма-отца, полные самых запутанных интриг и неожиданных превратностей. Отсутствие художественной меры и слабость психологического анализа проявляются ещё в большей мере, чем в библейских романах, в самом крупном по объёму романе Мапу, «Аит Цавуа» («Ханжа», 1859—69).
Под влиянием начавшегося с конца 50-х годов тенденциозно-обличительного направления в новоеврейской литературе Мапу от библейского романа перешёл к бытовому, и в своем «Аит Цавуа» задумал раскрыть неприглядные стороны старого уклада жизни. Согласно тенденциям той эпохи, все отрицательные типы являются у Мапу приверженцами старины, а представители новых течений нарисованы в самых светлых, но неестественных красках. Правдиво и реально изображены лишь типы из простонародья, люди глубокой, непосредственной веры. Этот первый бытовой роман новоеврейской литературы, пользовавшийся исключительным успехом среди тогдашней молодежи, возбудил против себя многих приверженцев старины, для которых презрительная кличка «Мапка» стала синонимом еретика и потрясателя основ. Благодаря проискам некоторых фанатиков большой (в 10 частях) роман Мапу «Провидец» («Хозэ Хэзьонот») из эпохи Хмельничины и саббатианской ереси, был запрещен (1860) цензурным комитетом. Мапу отправил затем рукопись министру просвещения Норову, но роман был запрещён на основании отзыва Хвольсона и Зейберлинга. Сохранившиеся незначительные отрывки опубликованы в конце последней (пятой) части «Аит Цавуа». Относясь к библейскому языку с трогательной любовью и благоговением, Мапу верил в его возрождение; он указывал на необходимость развить его путём введения элементов побиблейской эпохи, дабы приспособить его к изображению явлений повседневной жизни. В предисловии к «Провидцу» Мапу отметил, что, стараясь в своих библейских романах писать чистым библейским языком из желания остаться верным колориту описываемой эпохи, он в бытовом романе «Аит Цавуа» прибегал к терминам и оборотам талмудической и раввинской письменности.
Поехав в 1867 году в город Кёнигсберг лечиться, смертельно больной, Мапу лежа в постели закончил и сдал в печать своё руководство «Amon pedagog» с описанием метода, по которому он преподавал своим ученикам еврейский язык. Мапу издал также ещё два руководства: «Hausfranzose» (для изучения французского языка) и «Наставление юноше» («Ханох ханаар») (краткая грамматика иврита, 1859). Романы Мапу, в особенности «Любовь к Сиону», часто переиздавались. Последний роман переведен на немецкий (Манделькерном, под заглавием «Thamar», 1885), английский (дважды: в Лондоне в 1887 году и в Нью-Йорке в 1903-м), идиш — (1874) и арабский (учителем арабского языка в школе Ришон-ле-Циона, 1908).
Умер 27 сентября (9 октября) 1867 года в Кёнигсберге.

## Семья
Жена — Бася Мапу. Сын — Лев (Лейб) Абрамович Мапу (1834—1897), военный врач-хирург, коллежский советник, полковой лекарь 8-го Смоленского полка; вторым браком (1889) был женат на Тамаре Гиршевне Вольпян (1860—?) — внуком её брата — провизора Моисея Гиршевича Вольпяна — был писатель-сатирик В. Е. Ардов. Внук — Максим (Моисей) Львович Мапу, выпускник Новороссийского университета.